# La Valldan (Berga)
La Valldan o Sant Bartomeu de la Valldan és un antic poble de la comarca del Berguedà, annexionat al municipi de Berga el 1970 en forma de districte. Aquest municipi ha conservat la seva personalitat i tradicions, com les caramelles, el pubillatge, la festa major, l'arribada dels reis d'Orient, la revetlla de Sant Joan o la cantada de nadales. Formen part del seu terme el santuari de la Mare de Déu de Queralt, l'església de Sant Bartomeu de la Valldan, el polígon industrial de la Valldan i la Serra de Noet. Gaudeix d'un centre cívic i d'una escola d'educació infantil i primària. El 2013 tenia 802 habitants.